# Christian Geisler
Christian Geisler (* 29. Juli 1984 in Salzburg) ist ein österreichischer Koch.

## Werdegang
Christian Geisler absolvierte die Grundschule in Salzburg. Nach anschließender dreijähriger Tätigkeit im K&K Restaurant in Salzburg absolvierte er den Grundwehrdienst in Österreich. Anschließend begann er im Restaurant Ikarus im Hangar-7. Nach weiteren Erfahrungsjahren in New York City, im Restaurant Wallse und Stage im Café Gray sowie im Alinea in Chicago ging er in die Schweiz und arbeitete unter Marcus Lindner im mesa Restaurant als Sous-Chef. 2011 übernahm Geisler die Geschäftsführung als Küchenchef des Restaurants Heimberg in Zermatt. Im Mai 2014 wechselte er ebenfalls als Geschäftsführer und Küchenchef nach Uznach in das Kunsthof Restaurant.
Von 2011 bis 2014 war Geisler Küchenchef im Restaurant Heimberg in Zermatt, wo er im Guide Michelin 2014 mit einem Stern ausgezeichnet wurde. Gault-Millau verlieh ihm 16 Punkte.
Im Kunsthof Restaurant verlieh ihm Guide Michelin 2015 wieder einen Stern und der Restaurantführer Gault-Millau verlieh ihm 17 Punkte und ernannte Geisler zum „Aufsteiger des Jahres“.
2018 startete Geisler im Restaurant „Senns“ in Salzburg als Küchenchef, wo er gemeinsam mit Andreas Senn im Guide Michelin mit 2 Sternen und im Gault-Millau mit 18,5 Punkte ausgezeichnet ist. 
Geisler ist nicht verheiratet, lebt in einer Partnerschaft und hat zwei Söhne.

## Auszeichnungen
- 2020 2 Sterne Guide Michelin, 18,5 Punkte Gault Millau
- 2019 2 Sterne Guide Michelin, 18 Punkte Gault Millau
- 2015 17 Punkte im  Gault Millau, Aufsteiger des Jahres - Kunsthof Restaurant, Uznach
- 2015 1 Stern Michelin im Guide Michelin – Kunsthof Restaurant, Uznach
- 2014 16 Punkte Gault-Millau, 1 Stern Michelin – Restaurant Heimberg, Zermatt